# Francesca Farago
Francesca Farago (* 13. November 1993 in Ottawa) ist eine kanadische Influencerin und Reality-TV-Darstellerin.
Farago ist Tochter der Romanautorin Lucy Farago und des Gastronomen Grant Webb. Sie hat zwei Geschwister. Nach ihrem Abschluss an der Carleton University in Ottawa begann sie eine Karriere als Model für Marken wie Misha Swim, Revolve und Fashion Nova. Sie war mit dem US-amerikanischen Musiker und DJ Diplo liiert. Am 17. April 2020 wurde die Reality-Show Too Hot to Handle des US-amerikanischen Video-on-Demand-Anbieters Netflix veröffentlicht, an der sie mitwirkte. Ihre nachfolgende Beziehung zu ihrem Co-Teilnehmer Harry Jowsey fand ein breites Medien-Echo.
Ihr Instagram-Account zählt 6,1 Millionen Follower.